# Battle River
Battle River är ett vattendrag i Kanada.   Det ligger i provinserna Alberta och Saskatchewan, i den centrala delen av landet, 2 600 km väster om huvudstaden Ottawa.
Trakten runt Battle River består till största delen av jordbruksmark. Trakten runt Battle River är nära nog obefolkad, med mindre än två invånare per kvadratkilometer.